# Bâ Odette Yattara
Pour les articles homonymes, voir Yattara.
Bâ Odette Yattara, née en 1944 à Gao, est une femme politique malienne. Elle a notamment été ministre de la Promotion de la Femme, de l'Enfant et de la Femme en 2002.

## Biographie
Bâ Odette Yattara obtient une licence en lettres modernes en 1979 ainsi qu'une maîtrise en psychopédagogie en 1980 à l'université de Ouagadougou et un DEA en sciences de l'éducation à l'Institut supérieur de formation et de recherche appliquée de Bamako en 1985.
Elle est ministre de la Promotion de la Femme, de l'Enfant et de la Femme du 14 juin au 16 octobre 2002.